# Szent Jakab-bazilika (Prága)

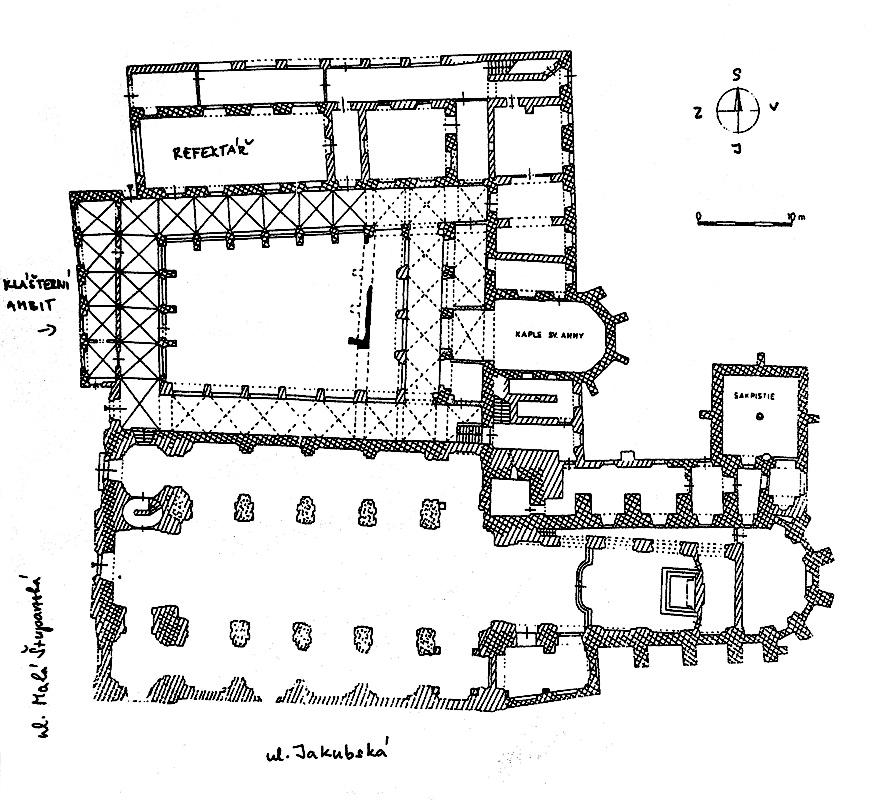
A bazilika és a minorita kolostor közös alaprajza

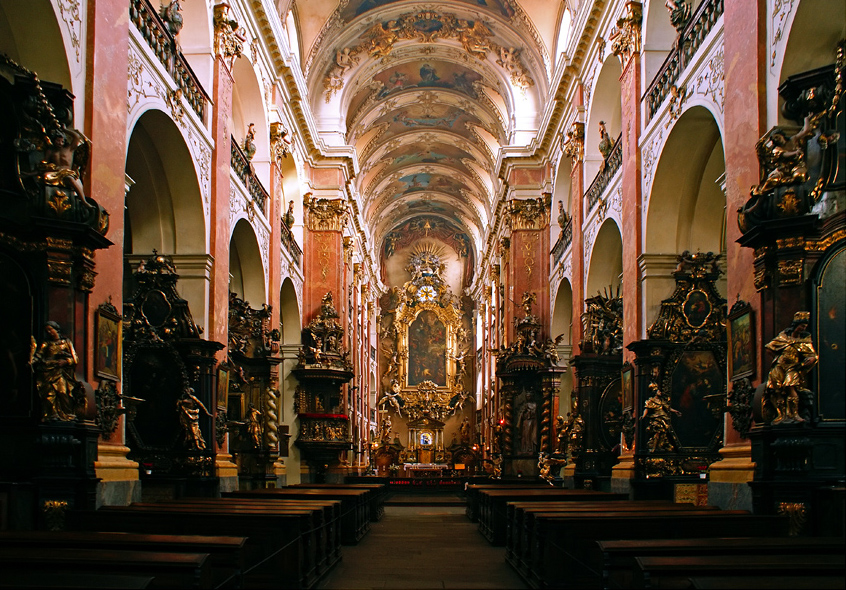
A bazilika belseje

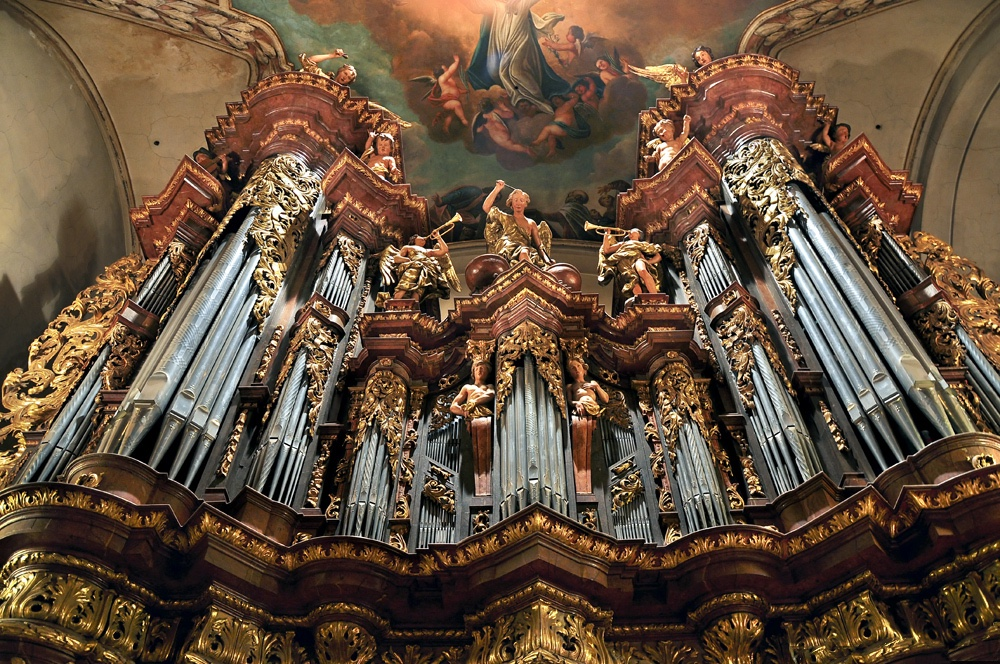
A bazilika orgonája

A Szent Jakab-bazilika (csehül: Bazilika svatého Jakuba Většího) barokk stílusú basilica minor rangú székesegyház Prága óvárosában (Malá Štupartská ulice). A templomban található Mitrovicei Vratislav Vencel gróf sírja.
A bazilika mellett áll az egykori minorita kolostor.

## Története
A templomot és a hozzá tartozó minorita kolostort II. Vencel cseh király alapította 1232-ben. Eredetijét építették gótikus stílusban építették I. Ottokár cseh király ereklyéinek megszerzése után. 1244-ben szentelték fel, majd a 14. században átalakították (Idegenvezető). Pontos helye és megjelenése nem ismert. Az 1689-es nagy tűzvész pusztította el. Egy elterjedt nézet szerint a XIV. Lajos francia királyhoz hű emberek gyújtották fel.
A tűzvész után úgy építették újjá, hogy 21 oltárt helyeztek el benne. A munkálatok a 18. század első éveiig elhúzódtak.
1974-ben a templom VI. Pál pápától megkapta a basilica minor megtisztelő címet, és ezzel ez lett a főegyházmegye székhelye (tehát a Szent Vitus-székesegyház) mellett Prága harmadik bazilikája (a Szent Péter és Pál-bazilika Vyšehradban, a Szent György-bazilika a prágai várban áll).

## Az épület
Az 1689-es újraépítés óta barokk stílusú; ez az Óváros legnagyobb egyházi műemléke. Külön figyelmet érdemelnek a homlokzat stukkószobrai; ezek Ottavio Mosto munkái 1695-ből.
A kiváló akusztikájú csarnokban rendszeresek a koncertek.

## Berendezése

### Orgona
1702-ben (1705-ben?) állították fel orgonáját, amely a híres cseh orgonaépítő Abraham Starka műve.  Az évszázadok során többször átépítették. Első nagy rekonstrukcióját 1754-ben František Katzer hajtotta végre, a következőt 1906-ban Josef Černý és Josef Rejna. Újabb beavatkozásra került sor 1941-ben. Ezután az orgonát a modern játékstílushoz igazították. Az utolsó nagyobb rekonstrukció során 1981–82-ben helyreállították Starka eredeti hangjait — többnyire az eredeti sípokkal, sok érdekes romantikus színt megőrizve. A jelenlegi hangszer négy manuálos, 91 regiszterrel és 8277 síppal.

### Oltárok
A főoltár képe Václav Vavřinec Reiner munkája (1739), más oltárképeket Jan Jiří Heinsch és Petr Brandl (1710) festett.

### Síremlék
A templomban nyugszik Václav Vratislav Mitrovic (Mitrovice Vratislav Vencel) gróf, I. József német-római császár cseh kancellárja. Ő 1712-ben Bécsben halt meg, és földi maradványait 1714-ben szállították Prágába, miután Johann Bernhard Fischer von Erlach befejezte a pompás barokk fekete márvány síremléket. A síremléket díszítő allegorikus alakokat és a gróf szobrát is F. M. Brokoff faragta 1714–1716 között.
A sírbolt bejáratától jobbra egy több mint 400 éves mumifikálódott alkar látható. Ez állítólag azé az ékszertolvajé, aki megpróbált lopni a főoltárról, amelyen egy Szűz Mária-szobor található. Úgy tartják, hogy amikor megpróbálta ellopni az ékszereket, Mária megragadta a karját, és nem engedte el, ezért a szerzetek kénytelenek voltak levágni a karját.

## Fordítás
- Ez a szócikk részben vagy egészben  a   Church of St. James the Greater (Prague) című angol Wikipédia-szócikk ezen változatának fordításán alapul.  Az eredeti cikk szerkesztőit annak laptörténete sorolja fel. Ez a jelzés csupán a megfogalmazás eredetét és a szerzői jogokat jelzi, nem szolgál a cikkben szereplő információk forrásmegjelöléseként.